# Suzy Creamcheese
Suzy Creamcheese ist eine fiktive Figur, die in einigen Alben von Frank Zappa und The Mothers of Invention auftaucht. Auf den unterschiedlichen Alben wurde Suzy Creamcheese von verschiedenen Frauen verkörpert: auf Freak Out! von Jeannie Vassoir, auf Absolutely Free und Mothermania von Lisa Cohen, und auf We’re Only in It for the Money und Uncle Meat von Pamela Zarubica.
Auf der Rückseite der Hülle von Freak Out! ist ein Brief von Suzy Creamcheese aus Salt Lake City abgebildet, in dem sie erzählt, dass sie vor den „Mothers“ gewarnt wurde: „These Mothers is crazy. […] None of the kids at my school like these Mothers... specially since my teacher told us what the words to their songs meant.“ (deutsch: Diese Mothers sind verrückt. […] Keiner an unserer Schule mag diese Mothers… besonders seit mein Lehrer uns erklärte, was die Texte ihrer Lieder bedeuten.) Darunter ist ein Bild der Band zu sehen mit der Sprechblase: „Suzy Creamcheese, what’s got into you?“ (deutsch: Was ist bloß in dich gefahren?)
Der Name „Suzy Creamcheese“ wurde von anderen Bands und in Filmen zitiert:
- „Requiem for Suzy Creamcheese“ ist ein Titel auf dem Album Psychedelia—A Musical Light Show (1967) der Gruppe „The Mesmerizing Eye“.[1]
- Die Band „Teddy & His Patches“ veröffentlichten einen Titel namens „Suzy Creamcheese“ (1967).[2]
- Die Caesars hatten auf ihrem Album Youth Is Wasted on the Young (1998) einen Titel namens „Suzy Creamcheese“.[3]
- In dem Film Casino (1995) von Martin Scorsese wird eine Boutique in Las Vegas namens „Susy Creamcheese“ erwähnt, die tatsächlich existierte. Die Besitzerin nannte sich Susy Creamcheeze.[4]
- In der Serie Law & Order fällt der Name in Episode 2 der 6. Staffel (1997).
- In dem Film Tenderness (2009) wird die Person „Suzy Creamcheese“ erwähnt.